# Fährstraße 32 (Stralsund)

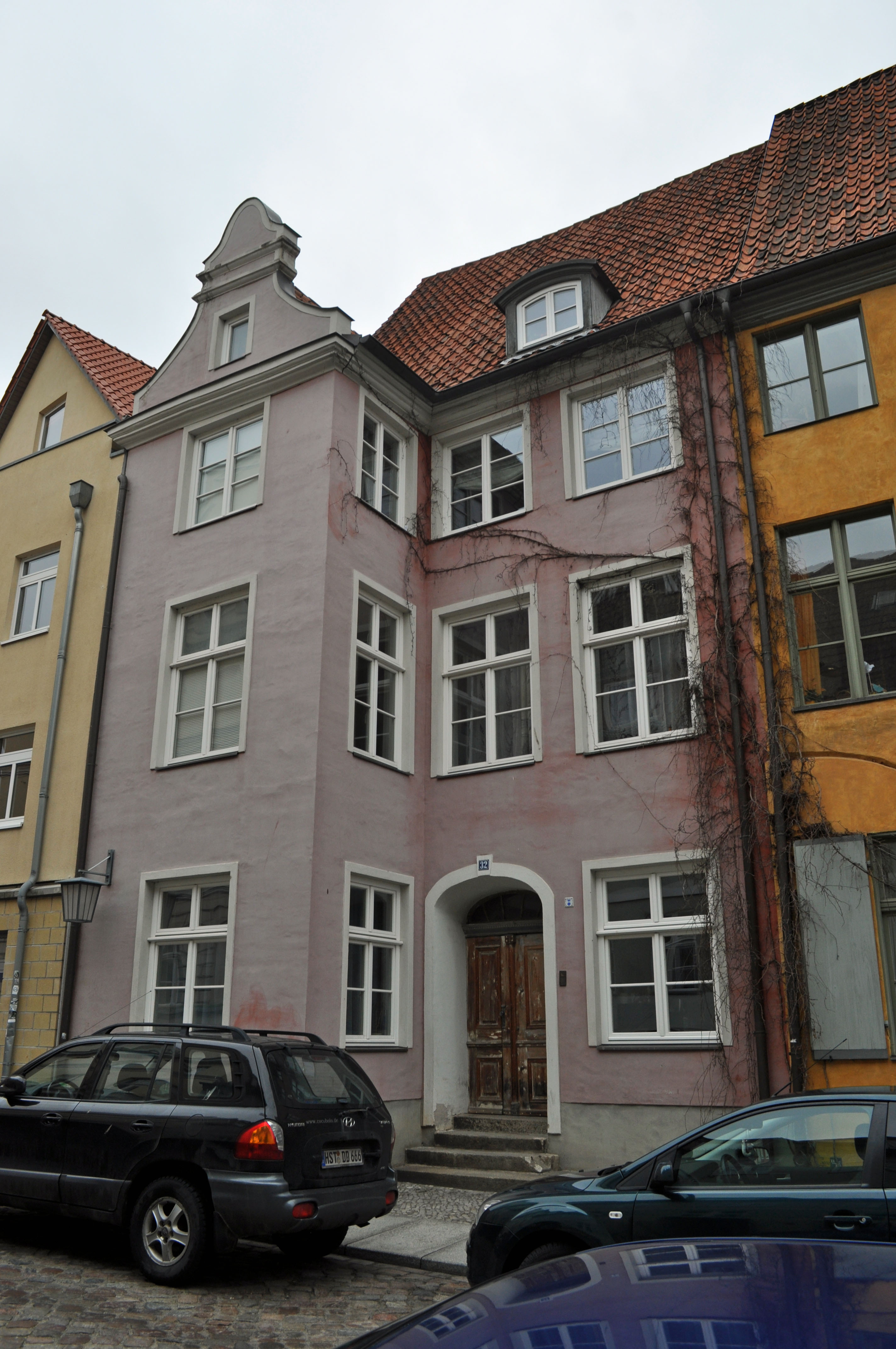
Das Haus Fährstraße 32 in Stralsund (2012)

Das Gebäude mit der postalischen Adresse Fährstraße 32 ist ein denkmalgeschütztes Bauwerk in der Fährstraße in Stralsund.
Der dreigeschossige, traufständige Putzbau wurde zusammen mit dem benachbarten Haus Fährstraße 31 als gemeinsames Gebäude in der ersten Hälfte des 14. Jahrhunderts errichtet. Der ehemals durchgehende Dachstuhl wird auf das Jahr 1331 datiert. Vom mittelalterlichen Kern des Gebäudes sind noch große Teile des Mauerwerks vorhanden. Die westliche der drei Achsen ist als Risalit mit Schweifgiebel ausgebildet.
Im Jahr 1794 wurde das Gebäude erneuert.
Das Haus liegt im Kerngebiet des von der UNESCO als Weltkulturerbe anerkannten Stadtgebietes des Kulturgutes „Historische Altstädte Stralsund und Wismar“. In die Liste der Baudenkmale in Stralsund ist es mit der Nummer 182 eingetragen.